# John Whitmore
Sir John Henry Douglas Whitmore (Grays, 16 ottobre 1937 – High Brooms, 28 aprile 2017) è stato un pilota automobilistico britannico, vincitore del BTCC nel 1961 e con all'attivo cinque partecipazioni alla 24 ore di Le Mans (1959, 1962, 1963, 1965, 1966).È conosciuto, insieme a Timothy Gallwey, come uno dei fondatori del Coaching. Ha studiato all'Eton College, alla Reale accademia militare di Sandhurst e al Cirencester Agricultural College. Si è sposato due volte, la prima con Ella Gunilla Hansson e la seconda, dopo essersi separato dalla prima moglie, con Diana Becchetti. Ha avuto due figli, Tina e Jason.

## Carriera
John Whitmore è conosciuto come pilota e come uno dei padri del Coaching.
In qualità di pilota, nel suo primo anno di gara, il 1961, ha vinto il British Saloon Car Championship. Nel 1963 è arrivato secondo nella stessa gara. Nel 1965 ha vinto l'European Touring Car Championship. Ha partecipato, tra il 1959 e il 1966, a diverse edizione della 24 Ore di Le Mans, per poi ritirarsi nel 1966. Più tardi è tornato a ricoprire il ruolo di pilota in eventi automobilistici storici come il Goodwood Revival.
Come fondatore del Coaching, il suo interesse per questa relazione di aiuto è nato dopo aver lasciato il mondo dell'automobilismo ed essersi avvicinato alla Psicologia transpersonale. Quanto ha appreso in questo ambito lo ha applicato prima al mondo dello sport, poi al mondo degli affari.
Nel 1970 ha studiato all'Esalen Institute di Slates Hot Springs, in California e, successivamente, si è formato come Coach con l'altro fondatore del Coaching e allenatore di Tennis, Timothy Gallwey.
Da questi ha appreso il metodo dell'Inner Game, importato in Gran Bretagna insieme a un team allenato da Gallwey. Entrambi si erano resi conto che il metodo poteva essere applicato al di fuori del mondo dello sport. Da questa intuizione è nato il cosiddetto Performance Coaching, ovvero il Coaching nella sua versione più nota.
Intorno agli anni Ottanta ha fondato Performance Consultants, definito il pioniere globale della creazione di leader e manager attraverso il Coaching, lo sviluppo della leadership e il miglioramento delle performance. Insieme ai colleghi, ha trascorso gran parte degli anni Ottanta a sviluppare metodi e tecniche per il miglioramento delle prestazioni e per l'ottimizzazione dell'apprendimento insieme al piacere di fare.
Sir John Whitmore è considerato il padre del Coaching aziendale. Inoltre, è conosciuto per essere il creatore del Modello G.R.O.W., uno dei modelli di Coaching più famosi.

### I contributi nel Coaching
John Whitmore è uno dei più famosi coach e dei più illustri esperti nell'ambito della formazione a livello internazionale. È stato riconosciuto come il Numero Uno del Business Coaching dal quotidiano The Independent e, per il suo impegno nella diffusione del Coaching su larga scala, è stato nominato Presidente della International Coach Federation.
Ha scritto varie opere e collaborato a diversi libri in qualità di Coach e formatore, il più famoso dei quali è Coaching for Performance, pubblicato la prima volta nel 1992 e arrivato alla sua quinta edizione, tradotto in oltre venti lingue e venduto in oltre un milione di copie.
Questo testo ha fatto conoscere al mondo il Modello G.R.O.W.
John Whitmore è stato cofondatore dell'European Mentoring and Coaching Council. Ha altresì collaborato con la Fondazione ICF in qualità di Fiduciario fino alla sua morte.

### Il Modello G.R.O.W.
John Whitmore ha introdotto nel Coaching il Modello G.R.O.W., acrostico formato dalle parole Goals, Reality, Options, Will, in italiano Obiettivi, Realtà, Opzioni e Volontà.
Il modello di John Whitmore è il più noto nel mondo del Coaching: viene utilizzato per definire gli obiettivi e migliorare le prestazioni del singolo o del team nei vari ambiti di questa disciplina.

Si parte dal Goal,vale a dire l'individuazione degli obiettivi. Una volta stabiliti degli obiettivi che rispondano a certe caratteristiche (indicate dall'acrostico S.M.A.R.T.), si analizza la propria situazione, il qui e ora (Reality). Essere consapevoli del presente, delle possibilità come degli ostacoli interni ed esterni, permette di comprendere cosa è possibile fare, avendo chiari i propri punti di forza e le risorse che possono essere impiegati per realizzare il proprio obiettivo (Options). L'ultimo step, indicato dalla parola inglese Will, è il momento in cui i desideri vengono convertiti in azioni, in cui si passa al fare.

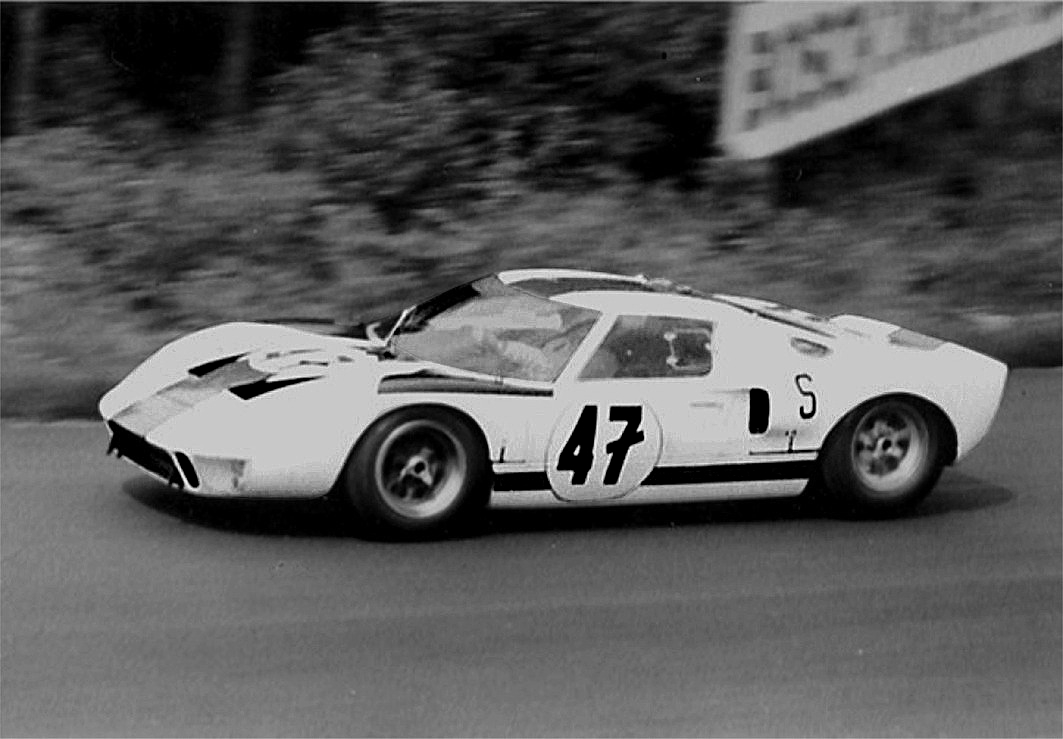
John Whitmore nel 1966 alla 1000 km Nürburgring su Ford GT40 Mark I

## Palmarès
- British Touring Car Championship: 1
1961 su Mini Cooper